# Мандриченко Дмитро Миколайович
Дмитро Миколайович Мандриченко (рум. Dmitri Mandrîcenco, нар. 13 травня 1997, Тирасполь) — молдавський та український футболіст, півзахисник клубу «Дайнава» та національної збірної Молдови.

## Клубна кар'єра
Мандриченко народився в Тирасполі, Молдова, і розпочав свою юнацьку кар'єру в місцевому «Шерифі». Пізніше грав на юнацькому рівні в Україні за РВУФК (Київ) та полтавську «Ворсклу».
Свою дорослу кар'єру він розпочав у Молдові, зігравши 5 матчів і забивши 1 гол у вищому дивізіоні країни за «Динамо-Авто» (Тирасполь), після чого повернувся до України і у сезоні 2016/17 перебував у структурі київського «Динамо», але виступав виключно за молодіжну команду, забивши 1 гол у 13 іграх молодіжного чемпіонату України. Надалі знову виступав у чемпіонаті Молдови за «Спікул» та «Сфинтул Георге».
В січні 2021 року перейшов у грузинське «Сабуртало» (Тбілісі), де одразу став основним гравцем, зігравши 33 гри чемпіонату, в яких забив 9 голів.
У січні 2022 року перейшов до українського «Інгульця» (Петрове).
6 квітня 2022 року перейшов до люблінського «Мотору».

## Міжнародна кар'єра
Представляв юнацьку і молодіжну збірні Молдови до 17, до 19 та до 21 року.
18 січня 2022 року Мандриченко дебютував за національну збірну Молдови в товариській грі проти Уганди (2:3), в якій забив гол.

## Особисте життя
Мандриченко має як молдовське, так і українське громадянство. Він походить із футбольної родини; його брат Костянтин Мандриченко — футболіст, а його батько Микола Мандриченко та дядько Іван Мандриченко також були футболістами.